# Wieczór

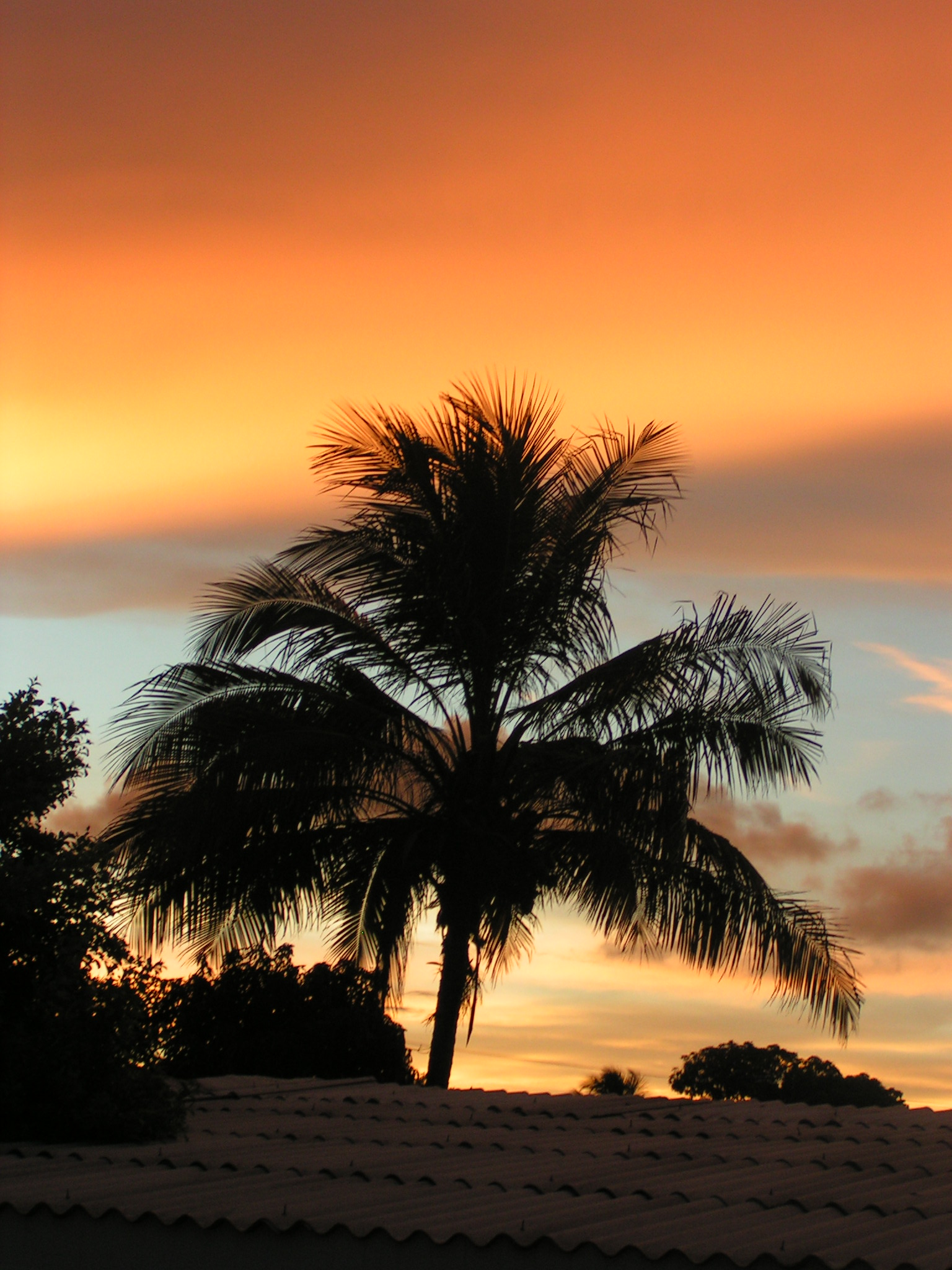
Zorza wieczorna na Kubie

Wieczór – część doby, która trwa od zmierzchu do nocy.

## Etymologia
Wyraz „wieczór” pochodzi ze słownictwa ogólnosłowiańskiego. Dowodem tego są przykłady takie jak večer w językach czeskim i słowackim, wiéczer w rosyjskim, wéczir w ukraińskim i večér słoweńskim. Leksem jest kontynuacją formy večerъ, w języku prasłowiańskim, spokrewnionej między innymi z greckim wyrazem hespéra, a także ze słowem vesper z łaciny. Bliski związek etymologiczny ze słowem „wieczór” ma przysłówek „wczora” i „wczoraj”, który jest kontynuantem prasłowiańskiego vьčera, stanowiącego zredukowaną formę večerъ. Według polskiej lingwistki Krystyny Długosz-Kurczabowej dalsza etymologia wyrazu „wieczór” nie jest jasna.
Rzeczownik „wieczór” ma etymologiczne powiązanie z wyrazami „nieszpór” (XV w.) i „nieszpory” (XIX w.), które oznaczają nabożeństwa, które odprawiane są po południu lub wieczorem w kościołach chrześcijańskich. Wyraz „nieszpór” jest zapożyczeniem z języka łacińskiego, a w polszczyźnie znalazło się za pośrednictwem języka czeskiego (łac. vesper → czes. nešpor → pol. nieszpór). Z powodu nieregularnego charakteru procesów fonetycznych towarzyszących zapożyczaniu pochodzącego z łaciny wyrazu vesper do grupy języków słowiańskich zerwany został związek z wyrazem podstawowym. 

## Wykorzystanie w języku
Wśród osób polskojęzycznych ta nazwa pory dnia jest częścią jednej z form przywitania, „dobry wieczór”. Zgodnie z powszechną regułą używania zwrotów na powitanie i pożegnanie, formę „dobry wieczór” stosuje się częściej w relacjach prywatnych niż z osobami nieznajomymi (np. sprzedawcami).

## W kulturze
Utwory muzyczne

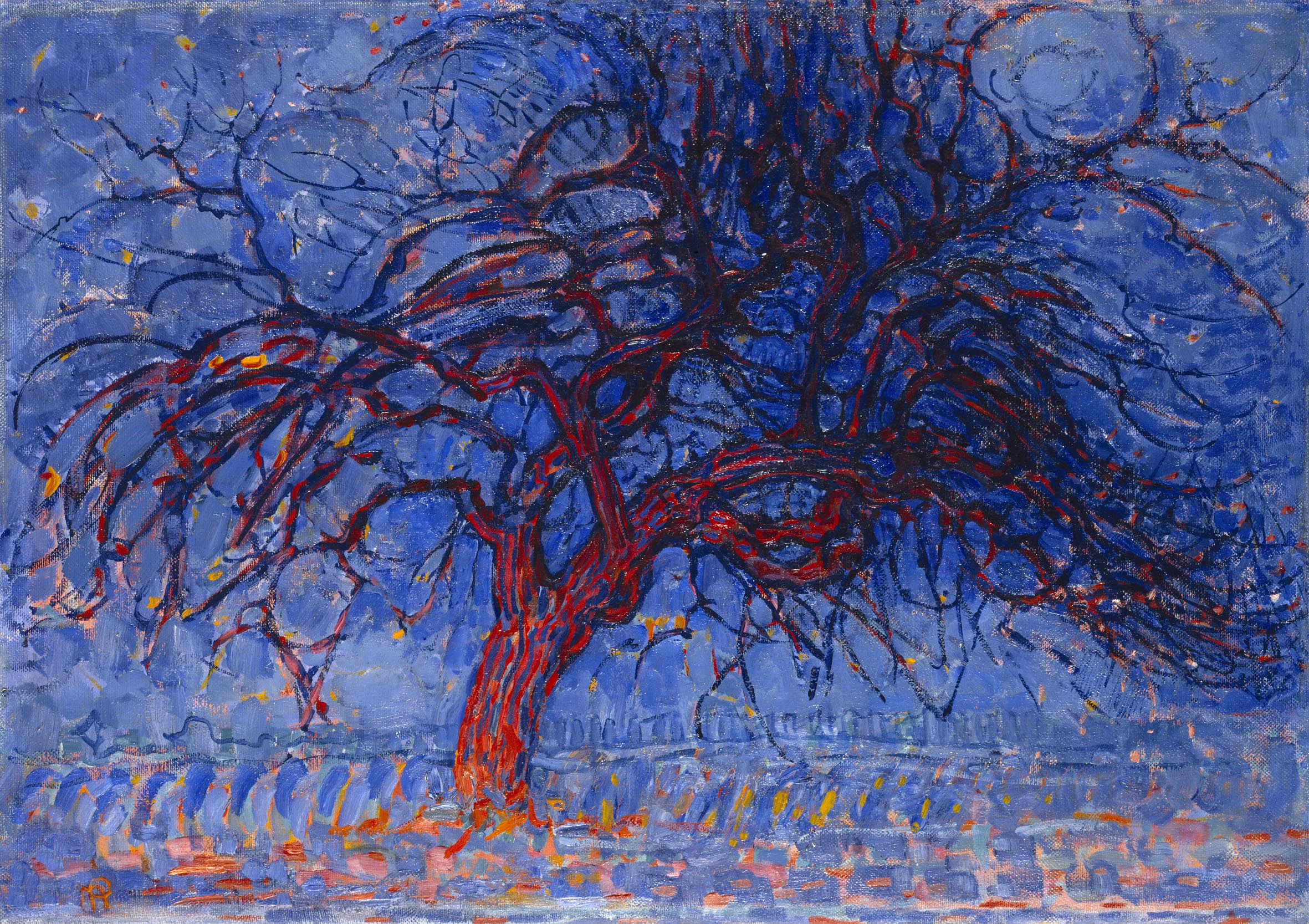
Obraz olejny Wieczór; Czerwone drzewo (aut. Piet Mondrian, 1908–1910)

- „A wczora z wieczora” (kolęda; 1630)
- „Wieczór na dworcu w Kansas City” (1969)

Telewizja
- Wieczór z Wampirem / Wieczór z Jagielskim (1998–2003)

Film
- Wieczór u Abdona (1976)
- Wieczór panieński (2012)
- Wieczór gier (2018)

Malarstwo
- Wieczór; Czerwone drzewo (1908–1910)

Prasa
- „Wieczór Wrocławia” (1967–2003)
- „Wieczór Wybrzeża” (1957–2002)